# Seclì-Neviano-Aradeo
Seclì-Neviano-Aradeo (włoski: Stazione di Seclì-Neviano-Aradeo) – stacja kolejowa w Neviano, w prowincji Lecce, w regionie Apulia, we Włoszech. Obsługuje również gminy Seclì i Aradeo.
Stacja jak i linia kolejowa jest obsługiwana przez Ferrovie del Sud Est. Znajduje się na linii Novoli – Gagliano del Capo.

## Linie kolejowe
- Novoli – Gagliano del Capo